# Жозе Фонтана
Жозе Фонтана (порт. José de Anchieta Fontana; полное имя — Жозе́ де Аншие́та Фонта́на; 31 декабря 1940, Санта-Терезе, штат Эспириту-Санту — 9 сентября 1980, там же) — бразильский футболист, чемпион мира 1970 года.

## Биография
Начинал карьеру в клубах родного штата «Витория» и «Рио-Бранко», где дважды становился победителем Лиги Капишаба.
В 1962 году перешёл в состав одного из лучших клубов Бразилии, «Васко да Гама», где стал одним из лидеров в обороне наряду с Брито. В «Васко» Жозе Фонтана дважды выигрывал Кубок Гуанабара, а также стал победителем Турнира Рио-Сан-Паулу в 1966 году. 8 июня того же 1966 года дебютировал в сборной Бразилии в матче против Перу (3:1).
В 1969 году Фонтана перешёл в «Крузейро», будучи игроком которого был вызван в состав сборной Бразилии на чемпионат мира 1970 года. На том Мундиале он сыграл один матч группового турнира против Румынии и в итоге стал чемпионом мира. Всего за сборную Бразилии провёл 7 официальных матчей и 4 игры, не вошедшие в реестр ФИФА.
Закончил карьеру футболиста в 1972 году, во второй раз выиграв с «Крузейро» Лигу Минейро.
Через 8 лет, во время футбольного матча с друзьями, Фонтане стало плохо и он умер от сердечного приступа в возрасте 39 лет.

## Достижения
- Чемпион мира 1970 года
- Победитель Турнира Рио-Сан-Паулу (1): 1966
- Чемпион штата Минаис-Жерайс (2): 1969, 1972
- Чемпион штата Эспириту-Санту (2): 1959, 1962